# Zagreb Film
Zagreb Film est un studio de production de films et de séries d'animation en Croatie, basé à Zagreb, fondé en 1953,.

## Histoire
Zagreb Film a été fondée en 1953 avec le profil principal d'une société de production de films d'animation. Depuis, plus de 600 films d'animation, 14 longs métrages, environ 600 documentaires et 800 publicités ainsi que 600 films éducatifs ont été produits dans ce studio.
L'entreprise exerce ses activités sur trois sites ; un avec des ateliers pour artistes, du matériel de tournage, un petit cinéma et un avec un entrepôt de films, une salle de multiplication vidéo et d'administration. Le troisième emplacement est utilisé à des fins commerciales. 
Pendant toutes ces années, Zagreb Film a reçu plus de 400 prix dans des festivals du monde entier. Parmi eux, l'Oscar du meilleur court métrage d'animation en 1962 où Dušan Vukotić était devenu le premier animateur européen à remporter l'Oscar pour Le succédané (Surogat). 
La richesse des genres et des styles différents qui se développaient à Zagreb était la raison pour laquelle Georges Sadoul , le théoricien, critique et historien du cinéma français a inventé le terme école d'animation de Zagreb., ce qui est devenu la marque de fabrique des films d'animation innovants et de qualité supérieure réalisés à Zagreb. Outre les films artistiques, Zagreb Film a produit des films et des séries télévisées comme Inspektor Maska, Professeur Balthazar, Les Oursons volants et Maxi Cat. La plupart de ces films ont été distribués à l'international. 
Le plus grand succès mondial a été le célèbre personnage du Professeur Balthazar.

## Productions

### Séries d'animation
- 1962-1963 : Inspektor Maska
- 1967-1978 : Professeur Balthazar
- 1970 : Adam
- 1971-1973 : Maxi Cat
- 1978-1984 : Ptica i crvek

### Courts métrages d'animation
- 1957 : Cowboy Jimmy
- 1958 : Concerto pour mitraillette (Koncert za masinsku pusku)
- 1958 : Le Vengeur
- 1959 : La Vache sur la lune (Krava na mjesecu)
- 1959 : Pour une assiette (Zbog jednog tanjura)
- 1959 : Piccolo
- 1961 : Le succédané (Surogat)
- 1962 : Le jeu (Igra)
- 1962 : Amour et cinéma (Ljubav i film)
- 1962 : Le rêveur (Sanjar)
- 1965 : Une fourmi de bon cœur (Mrav dobra srca)
- 1966 : Le résultat (Rezultat)
- 1967 : Le dompteur de chevaux sauvages (Krotitelj divljih konja)
- 1971 : L'homme qui devait chanter (Covjek koji je morao pjevati)
- 1971 : Les portraits (Portreti)
- 1974 : Épidémiologie (Epidemiologija)
- 1977 : L'Oiseau et le Vermisseau (Ptica i crv)
- 1982 : Comment j'ai cessé de fumer (Dan kad sam prestao pusiti)
- 1987 : C'est chez soi que l'on est le mieux (Kod kuce je najbolje)
- 1999 : In/Dividu
- 1999 : Kljucanje

### Co-productions
- 1990-1991: Les Oursons volants (Co-production avec Cine Group et Télé Images)
- 1973: Čovjek zagađivač (Co-production avec Office national du film du Canada)
- 1979: Lutka snova